# Ubisoft Shanghai
Ubisoft Shanghai es un estudio chino desarrollador de videojuegos, subsidiaria de Ubisoft, cuya sede se encuentra en Shanghái. El estudio es conocido por colaborar en el desarrollo de varios proyectos de la franquicia de Tom Clancy y Far Cry. Ocupa el 2° puesto en el desarrollo de videojuegos en China y el 2° más grande de Ubisoft.

## Juegos desarrollado
| Nombre                                        | Plataforma(s)                                                           | Año(s) |
| --------------------------------------------- | ----------------------------------------------------------------------- | ------ |
| Rayman 2: The Great Escape                    | PlayStation                                                             | 2000   |
| F1 Racing Championship                        | PlayStation, PlayStation 2, Windows                                     | 2000   |
| Rayman Rush                                   | PlayStation                                                             | 2002   |
| Tom Clancy's Ghost Recon (videojuego)         | GameCube, PlayStation 2                                                 | 2002   |
| Tom Clancy's Rainbow Six 3: Raven Shield      | GameCube, PlayStation 2                                                 | 2004   |
| Tom Clancy's Splinter Cell: Pandora Tomorrow  | Xbox, Windows, Game Boy Advance, GameCube, PlayStation 2, PlayStation 3 | 2004   |
| Tom Clancy's Ghost Recon 2                    | GameCube, PlayStation 2                                                 | 2004   |
| Tom Clancy's Ghost Recon: Advanced Warfighter | PlayStation 2, Xbox                                                     | 2004   |
| Tom Clancy's Splinter Cell: Double Agent      | Xbox 360, PlayStation 3, Microsoft Windows                              | 2006   |
| Brothers in Arms: D-Day                       | PlayStation Portable                                                    | 2006   |
| Rayman Raving Rabbids                         | Xbox 360                                                                | 2007   |
| Beowulf: The Game                             | Xbox 360, PlayStation 3, Microsoft Windows                              | 2007   |
| Tom Clancy's EndWar                           | Xbox 360, PlayStation 3, Microsoft Windows                              | 2008   |
| Beyond Good & Evil HD                         | Xbox 360, PlayStation 3                                                 | 2011   |
| I Am Alive                                    | Xbox 360, PlayStation 3, Microsoft Windows                              | 2012   |
| Rayman 3 HD                                   | Xbox 360, PlayStation 3                                                 | 2012   |
| Far Cry 3                                     | Xbox 360, PlayStation 3, Microsoft Windows                              | 2012   |
| Far Cry 3: Blood Dragon                       | Xbox 360, PlayStation 3, Microsoft Windows                              | 2013   |
| Trials Evolution Gold Edition                 | Microsoft Windows                                                       | 2013   |
| Tom Clancy's Splinter Cell: Blacklist         | Wii U                                                                   | 2013   |
| Trials Fusion                                 | Xbox 360, Xbox One, PlayStation 4, Microsoft Windows                    | 2014   |
| Far Cry 4                                     | Xbox 360, PlayStation 3 Xbox One, PlayStation 4, Microsoft Windows      | 2014   |
| Assassin's Creed: Unity                       | Xbox One, PlayStation 4, Microsoft Windows                              | 2014   |
| Tom Clancy's Rainbow Six Mobile               | Android, IOS                                                            | TBA    |